# یادن (کنتاکی)
یادن (به انگلیسی: Yaden) یک منطقهٔ مسکونی در ایالات متحده آمریکا است که در شهرستان ویتلی، کنتاکی واقع شده‌است. یادن ۲۸۸٫۰۴ متر بالاتر از سطح دریا واقع شده‌است.